# Juraj Herz
Pour les articles homonymes, voir Herz.
Juraj Herz, né le 4 septembre 1934 à Kežmarok, alors en Tchécoslovaquie et actuellement en Slovaquie, et mort le 8 avril 2018, est un réalisateur, acteur et scénariste tchécoslovaque, puis slovaque..

## Biographie
Juraj Herz naît en 1934 dans la partie slovaque de la Tchécoslovaquie. En 1943, sa famille est arrêtée par la milice Hlinka, et déportée au camp de Ravensbrück, tandis que Juraj est placé dans la partie russe du camp de Sachsenhausen.
En 1954, il entre à l'École supérieure des arts de la scène de Bratislava pour étudier la photographie. Il part étudier la mise en scène à l'académie de Prague des arts du spectacle (DAMU), où il reçoit les cours de direction de marionnettes de Jan Švankmajer. En 1960-1961, il travaille comme acteur et metteur en scène au théâtre Semafor. Il travaille ensuite comme assistant réalisateur aux studios Barrandov, notamment sur des films de Zbyněk Brynych, Transport du paradis et Neschovávejte se, když prší (1962). Il est également réalisateur adjoint sur le film Le Miroir aux alouettes (1965). Il joue aussi comme acteur dans quelques films des années 1960, comme Jo Limonade d'Oldřich Lipský, Dýmky de Vojtěch Jasný, ou des films de Jan Švankmajer.
Jaromil Jireš l'encourage à participer au projet collectif d'adaptation de nouvelles de Bohumil Hrabal, Les Petites Perles au fond de l'eau. Juraj Herz y réalise le court métrage Sběrné surovosti.
En 1968, il réalise son premier film pour lequel il a les mains entièrement libres : L'Incinérateur de cadavres, d'après un récit de Ladislav Fuks. Des scènes sont cependant coupées, puis, quand l'auteur et scénariste tombe en défaveur, le film est censuré. Après ce film a lieu la normalisation en Tchécoslovaquie. Il parvient d'abord à réaliser Sladké hry minulého léta, qui reçoit un bon accueil, puis Petrolejové lampy d'après un roman de Jaroslav Havlíček. Des scènes sont encore censurées, mais il apprécie de travailler avec l'actrice Iva Janžurová, avec qui il tourne son film suivant, Morgiana. 
Après les difficultés qu'il rencontre à faire accepter le scénario de Den pro mou lásku, il se tourne vers l'adaptation de contes, qu'il fait cependant pencher vers le fantastique et l'horreur, comme La Belle et la Bête ou Le Neuvième Cœur d'après E. T. A. Hoffmann. Il adapte aussi un roman de Josef Nesvadba sous le titre Le Vampire de Ferat (Upír z Feratu).
En 1987, il part en Allemagne travailler pour la télévision. Il réalise d'autres contes, comme Le Roi Grenouille, et deux épisodes de la série télévisée Maigret. Il revient en République tchèque pour adapter un roman de Karel Pecka, Pasáž, en 1996. Il retrouve grâce à une coproduction franco-belge la même liberté que pour L'Incinérateur de cadavres.

## Filmographie partielle
- 1965 : Les Petites Perles au fond de l'eau (Perlicky na dne)
- 1967 : Znamení Raka
- 1969 : L'Incinérateur de cadavres (Spalovač mrtvol)
- 1971 : Les Lampes à pétrole (Petrolejové lampy)
- 1972 : Morgiana
- 1974 : Holky z porcelánu
- 1977 : Den pro mou lásku
- 1978 : La Belle et la Bête (Panna a netvor)
- 1979 : Le Neuvième Cœur (Deváté srdce)
- 1980 : Relations fragiles (Krehké vztahy)
- 1982 : Le Vampire de Ferat (Upír z Feratu)
- 1985 : Zastihla mě noc
- 1986 : Les Galoches du bonheur (Galoše šťastia)
- 1990 : Žabí král
- 1993 : Hloupá Augustina (Die dumme Augustine – V)
- 1994 : Les Habits neufs de l'empereur (Císařovy nové šaty)
- 1997 : Passage (Pasáž) (coproduit avec la France et la Belgique)
- 1996 : Maigret tend un piège
- 1996 : Maigret et la tête d'un homme
- 2004 : Černí baroni (série télévisée)
- 2009 : T.M.A.
- 2010 : Habermann

### Récompenses et distinctions
- Petrolejové lampy : sélection en compétition officielle au festival de Cannes 1972
- Den pro mou lásku : sélection en compétition officielle à la Berlinale 1977 et prix OCIC
- La Belle et la Bête : mention spéciale au prix du film fantastique au festival Fantasporto en 1982
- Die dumme Augustine : prix du meilleur réalisateur aux Prix du film bavarois en 1993
- Habermann : prix du meilleur réalisateur aux Prix du film bavarois en 2010
- Prix spécial pour sa contribution au cinéma mondial au festival international du film de Karlovy Vary en 2010